# Nagelriem

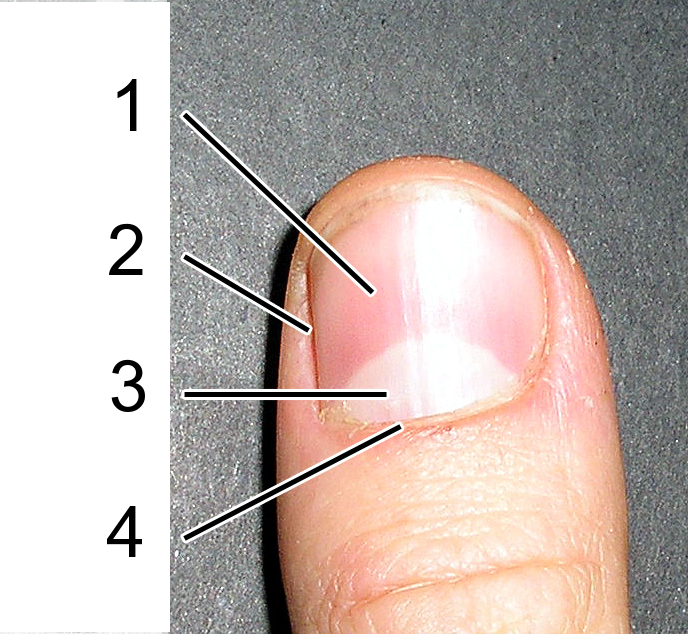
Menselijke nagel.
1: nagel
2: paronychium of perionychium
3: lunula
4: nagelriem

De nagelriem, ook wel cuticula of eponychium genoemd, is het randje dat de overgang markeert tussen de huid en de nagel. Deze voorkomt dat bacteriën en schadelijke stoffen onder de huid terecht kunnen komen.
Als de nagelriem beschadigd is, kunnen er bacteriën onderdoor kruipen en ontstaat een ontsteking: een paronychie of 'omloopje'. Om dit te voorkomen moet de nagelriem intact worden gelaten. Als hij te ver over de nagel mee schuift met de groei, kan hij wel teruggeschoven worden.